# 圣瑞斯特-省府大楼站
圣瑞斯特-省府大楼站，一般简称"圣瑞斯特站"，"省府大楼"为其副站名。该站是法国东南部城市马赛的一个地铁车站，位于马赛地铁1号线上。

## 站名
"圣瑞斯特"为这一街区的名称，副站名"省府大楼"（法語：Hôtel du département）来源于附近的罗讷河口省省委（Conseil Départemental des Bouches-du-Rhône）。

## 位置
圣瑞斯特-省府大楼站位于马赛市区的东北部，属于13区。车站呈东北-西南走向，是一个地下车站，有自动扶梯连接地面。

## 设施
圣瑞斯特-省府大楼站站内设有自动售票机及无障碍设施。

## 站台设置
| 西北↑ |      |                          |
|       | 侧式 |                          |
|       |      | 拉富拉热尔站方向←        |
|       |      | 玫瑰-贡贝尔城堡科技园站→ |
|       | 侧式 |                          |
| 东南↓ |      |                          |

## 配套交通

### 城市公共交通
| 圣瑞斯特-省府大楼站附近的公共交通线路 |            |          |
| 公交车站名称                          | 位置       | 停靠线路 |
| 圣瑞斯特站                            | 地铁站附近 |          |
| 1.                                    |            |          |

此外，当地铁线路发生故障或施工时，马赛交通局可能提供临时摆渡车。

## 临近车站
| 圣瑞斯特-省府大楼站（Saint-Just - Hôtel du département） |               |                   |
| 上行车站                                                 | 线路          | 下行车站          |
| 马尔帕塞站 1020m ←                                       | 马赛地铁1号线 | 沙尔特勒站 → 770m |
| - 本表仅显示运营中的线路及车站                           |               |                   |